# Diecezja Borongan
Diecezja Borongan (łac. Diœcesis Boronganensis) – diecezja rzymskokatolicka na Filipinach, sufragania metropolii Palo. Powstała w 1960 z części terenu diecezji Calbayog.

## Główne świątynie
- Katedra: Katedra Narodzenia Najświętszej Maryi Panny w Borongan

## Lista biskupów
- Vicente Reyes (1961–1967)
- Godofredo Pedernal Pisig (1968–1976)
- Sincero Lucer (1977–1979)
- Nestor Celestial Cariño (1980–1986)
- Leonardo Yuzon Medroso (1986–2006)
- Crispin Varquez (od 2007)